# Fukusaburo Harada
Fukusaburo Harada, är en japansk tidigare fotbollsspelare.